# Kurt Hinz
Kurt Hinz (* 28. Februar 1911; † 30. November 1963) war ein deutscher Schauspieler, Hörspielsprecher und Dialogautor für Spielfilmsynchronisationen.

## Leben und Wirken
Über Hinz ist nur sehr wenig bekannt. Er startete seine Bühnenlaufbahn 1932 am Stadttheater von Görlitz und wechselte in der darauf folgenden  Spielzeit an das winzige Rhein-Mainische Künstlertheater für Hessen und Baden. Anschließend ist er kaum noch mit einer Bühnenverpflichtung nachzuweisen. Stattdessen sah man ihn seit seiner Ankunft in Berlin 1935 fast drei Jahre lang mit einer Reihe von Nebenrollen in Kinoproduktionen. Nach 1938 konzentrierte sich Hinz auf die Tätigkeit eines Dialogautoren für deutsche Fassungen fremdsprachiger Filme, so etwa auch bei der Hollywood-Gruselfilm-Produktion Arzt und Dämon oder dem Mantel-und-Degen-Klassiker Im Zeichen des Zorro. Vor die Kamera trat Hinz nur noch sporadisch und nur mit zum Teil winzigen Kleinstrollen.
Nach dem Zweiten Weltkrieg war er beim Bayerischen Rundfunk auch als Hörspielsprecher tätig. Hier war er sowohl in Haupt- als auch in Nebenrollen zu hören.

## Filmografie
als Schauspieler:
- 1936: Der Favorit der Kaiserin
- 1936: Schlußakkord
- 1936: 90 Minuten Aufenthalt
- 1936: Annemarie
- 1937: Die gelbe Flagge
- 1938: Pour le Mérite
- 1938: Spuk im Museum (Kurzfilm)
- 1943: Großstadtmelodie
- 1951: Nachts auf den Straßen
- 1954: Gefangene der Liebe
- 1955: Es geschah am 20. Juli
- 1959: Liebe auf krummen Beinen
- 1962: Wer einmal aus dem Blechnapf frisst … (dreiteiliger Fernsehfilm)

## Hörspiele
- 1946: Max Gundermann: Das barmherzige Lachen. Ein Spiel um Molière – Regie: Helmut Brennicke (Hörspiel – Radio München)
- 1950: Carl Borro Schwerla: Der bayerische Löwe. Ein Lustspiel für den Funk (Architekt) – Regie: Kurt Wilhelm (Original-Hörspiel, Mundart-Hörspiel – BR)
- 1950: Justin Schröder: Auf geht’s beim Schichtl! Ein Hörbilderbogen um den Schaustellerkönig August Schichtl – Bearbeitung und Regie: Peter Glas (Original-Hörspiel, Mundart-Hörspiel – BR)
- 1956: Michael Brett: Der vierte Mann (Andrew Lampson) – Bearbeitung und Regie: Fritz Benscher (Hörspielbearbeitung, Kriminalhörspiel – BR)
- 1956: Peter Aslan: Nachts in Manhattan. Ein Kriminalhörspiel (John) – Regie: Fritz Benscher (Kurzhörspiel – BR)
- 1956: Georg Lohmeier: Ihr Gefangener (2. Soldat (Amerikaner)) – Regie: Alois Johannes Lippl (Hörspiel – BR)
- 1957: Willy Purucker: Die wundersame Seereise des Charles Littledop. Eine Funkerzählung (Bobby Harper) – Regie: Willy Purucker (Hörspiel – BR)